# M-TAC
M-TAC — український бренд тактичного одягу, заснований 2014 року Олександром Карасьов та Денисом Головком. За інформацією Forbes, є найпопулярнішим в Україні брендом мілітарного одягу.

## Історія
На початку 2000-х киянин Олександр Карасьов, художник за освітою, займався страйкболом і разом із партнеркою Тетяною Корженюк відкрив у Києві магазин «Мілітарист», в якому продавав зброю та спорядження. Після початку Війни на Сході України 2014 року Олександр змінив напрямок діяльності магазина для постачання спорядження військовим. Зокрема, він імпортував з Європи військовий одяг.
Пізніше виникла ідея створити власний бренд, що міг би відшивати одяг в Україні та Китаї на потреби українських бійців. До справи долучився дизайнер Денис Головко, і так було створено бренд M-TAC. Одним із перших виробів компанії були тактичні штани Agressor, які набули значної популярності. Зокрема, їх порівнювали з культовими Field Pants від Crye Precision.
Початковий штат складав 10 швачок, а до початку повномасштабного вторгнення у 2022 штат складав близько 200 співробітників. Вторгнення Росії значно посилило зацікавленість у товарах військового призначення, тому компанія почала швидко розвиватись. Станом на січень 2023 року заявлено про штат у 750 швачок. За заявою засновника, під час війни виторг компанії збільшився в 10 разів, до 600—700 млн гривень.

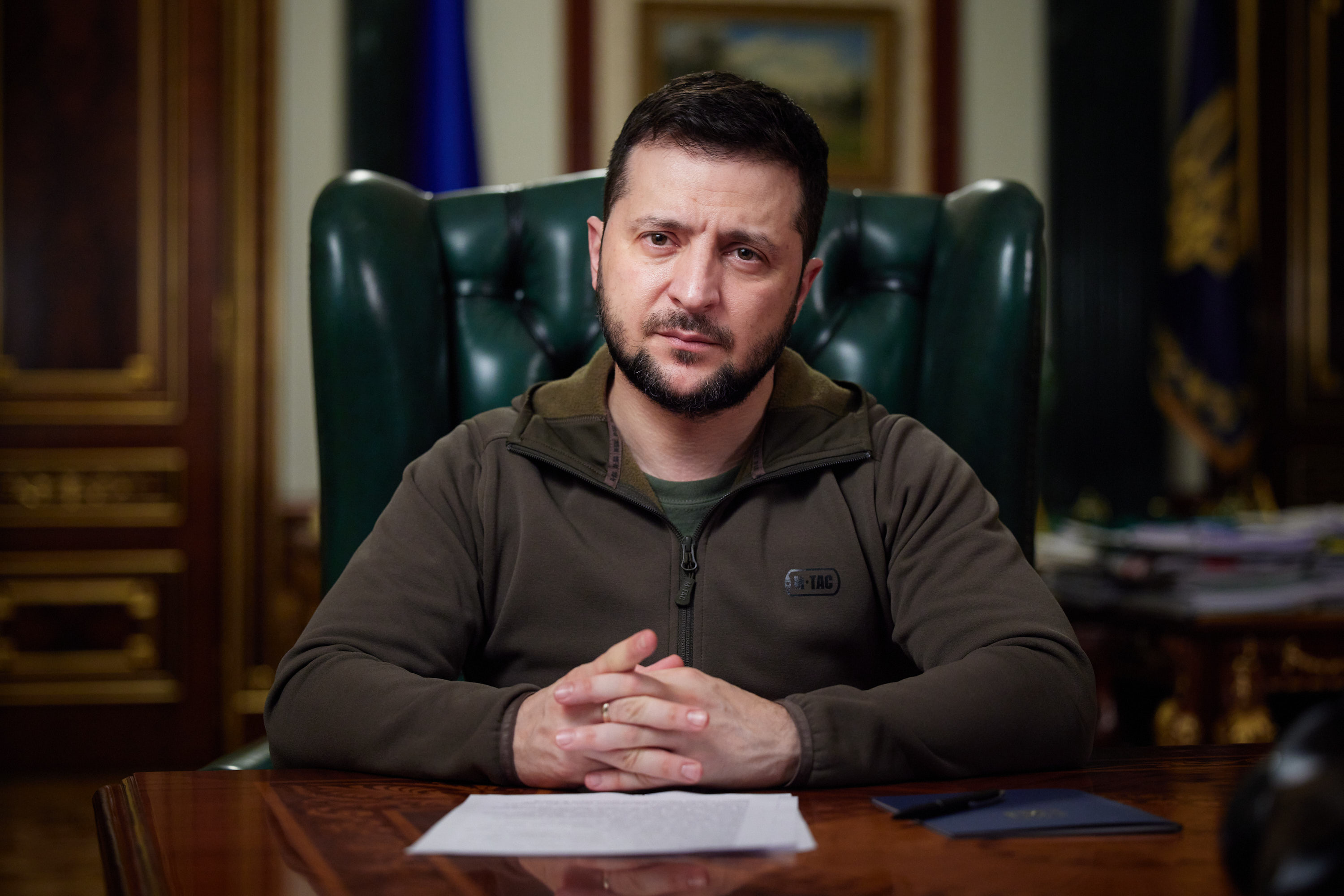
Володимир Зеленський у кофті M-TAC у квітні 2022

Продукцію M-TAC використовували під час вторгнення Володимир Зеленський, Валерій Залужний та інші відомі особи.
У травні 2022 року знамениту флісову кофту Зеленського було продано на аукціоні Christie's за 90 тисяч фунтів (близько 113 тис. доларів США або 3,3 млн гривень за тогочасним курсом).
2 січня 2024 року внаслідок ракетного удару в Києві було знищено фабрику армійського тактичного одягу М-TAC.
25 листопада 2024 року Фонд «Повернись живим» у співпраці з брендом M-TAC запустили лімітовану серію червоно-чорних сорочок у клітинку. Колекція складається з 500 екземплярів, кожен із яких має індивідуальний порядковий номер. Особливістю проєкту є 10 екземплярів сорочок із підписами директора фонду «Повернись живим» Тараса Чмута та засновника бренду M-TAC Олександра Карасьова. Ці унікальні сорочки будуть розіграні серед тих, хто зробить благодійний внесок.